# Дітак
Дітак (вірм. Դիտակ) — село в марзі Арарат, у центрі Вірменії. Село розташоване за 14 км на північний захід від міста Арташата, за 2 км на захід від села Аревшат, за 1 км на південний схід від села Джрашен та за 3 км на північний схід від села Мхчян.